# 布什堡 (密蘇里州)
布什堡（英語：Bushburg）是位於美國密蘇里州傑佛遜縣的非建制地區。

## 歷史
布什堡的郵局於1868年設立，其後於1904年停運。

## 地理
布什堡所處的海拔為高於海平面142米（即466英呎），而該地所採用的時區為UTC-6，即北美中部時區（CST）。同時該地設有夏令時間，為UTC-6調快一小時，即UTC-5（CDT）。